# Blethisa catenaria
Blethisa catenaria är en skalbaggsart som beskrevs av Brown. Blethisa catenaria ingår i släktet Blethisa och familjen jordlöpare. Inga underarter finns listade i Catalogue of Life.